# Minha Novela
Minha Novela é uma revista brasileira especializada em novelas e televisão publicada atualmente pela Editora Escala.
Foi lançada originalmente pela Editora Abril em setembro de 1999, onde permaneceu até 2014, quando foi vendida para a Editora Caras (atual Grupo Perfil).
Em 2018, a publicação foi novamente vendida, desta vez para a Editora Escala. Em agosto do mesmo ano, deixou de ser publicada devido a problemas logísticos, mas retornou em março de 2019.

## Premiações
Em 2013, a revista foi indicada ao prêmio de Capa do Ano pela ANER, mas não venceu.